# Albas (Lot)
Albas é uma comuna francesa na região administrativa de Occitânia, no departamento de Lot. Estende-se por uma área de 21,84 km². Em 2010 a comuna tinha 536 habitantes (densidade: 24,5 hab./km²).